# Comuna Zaruddea, Romnî
Zaruddea (în ucraineană Заруддя) este o comună în raionul Romnî, regiunea Sumî, Ucraina, formată din satele Cervonohvardiiske, Male, Velîke și Zaruddea (reședința).

## Demografie
Componența lingvistică a comunei Zaruddea
     Ucraineană (98,07%)
     Rusă (1,93%)
Conform recensământului din 2001, majoritatea populației comunei Zaruddea era vorbitoare de ucraineană (98,07%), existând în minoritate și vorbitori de rusă (1,93%).